# 投27線
投27線 崁頂－集集，是位於南投縣的一條鄉道，起點位於南投縣中寮鄉崁頂村，終點於南投縣集集鎮林尾，全長11.744公里。1966年此路首次列入鄉道系統，除了大莊於1976年從聚落內的永興路改道外環道的永豐路外，其他路線與今日相同，並保持相同編號至今。本線與 投81線延伸線為通往中台禪寺的必經路線，也是 水沙連高速公路通車前埔里－台中間埔里鎮境內的替代道路。

## 路線說明
南投縣
- 中寮鄉：崁頂0.0k（起點， 縣道139號岔路）→ 永平路 → 一新社區0.8k → 中台禪寺1.4k → 大莊2.6k左轉永豐路，直走為舊路 →  3.5k舊路會合 → 向善一巷 → 田寮4.1k → 坑內5.2k→ 左轉向善路 → 5.9k（ 投81線延伸線結束共線）左轉 向善路 →

- 集集鎮：廣集路6.4k → 向善橋7.6k → 三勰路 → 八股7.8k → 環山街8.4k左轉→ 八張街 →集集八張街11.744k （終點， 投54線岔路）

## 交會公路
- 縣道139號
- 投54線